# Methodik (Pädagogik)
Die Methodik (von griechisch methodikè téchne = die Kunst des Weges zu etwas hin) im Fachgebiet Pädagogik ist die „Wissenschaft“, „Kunst“ bzw. „Lehre“ von den Wegen zu den Zielen, die speziell in der Pädagogik erreicht werden sollen. Die Wortelemente hodós = Weg und metá = zu etwas hin bezeichnen dabei die enge Verbindung von Weg und Ziel, die das Verhältnis von Methodik und Didaktik charakterisiert.

## Geschichte
Die „Urszene“ (Terhart 2009) der Methodik ist von Platon im Dialog Menon beschrieben worden, indem Sokrates durch geschicktes Fragen einen ungebildeten Sklaven zur richtigen mathematischen Erkenntnis führt (Maieutik). Die Geburtsstunde der Didaktik und Methodik, die erste theoretische Durchdringung des Vermittlungsproblems, liegt im Werk von Comenius und Ratke im Barock. Mit Johann Heinrich Pestalozzi und Johann Friedrich Herbart erhielt der Elementarunterricht eine methodische Grundlegung, die die Herbertianer des 19. Jahrhunderts in ein striktes Schema der Formalstufen überführten. Die Reformpädagogik versuchte im 20. Jahrhundert neue Freiheiten für kindgerechtere Methoden zu gewinnen.

## Didaktik und Methodik
Wolfgang Klafki unterscheidet zwischen Didaktik und Methodik des Unterrichtens. Grob schematisch heißt es bei ihm:
- Methodik handelt vom Wie,
- Didaktik vom Was.

Sowohl das Was als auch das Wie müssen begründbar sein. Prinzipiell ergibt sich das Wie aus dem Was, weshalb Methodik auch als ein Teilgebiet der Didaktik aufgefasst werden kann. Dies gilt auch dann, wenn dem Was das Wie nicht untergeordnet, sondern mit dem Berliner Modell eine Interdependenz gesehen wird.
Jeder Mensch lernt auf seine individuelle Art und Weise. Während ein Lerner alles beim Hören nachhaltig im Langzeitgedächtnis abspeichern kann, muss ein anderer es zusätzlich sehen. Andere wiederum müssen es im wahren Sinne des Wortes „begreifen“, also anfassen, um einen möglichst nachhaltigen Lerneffekt zu erzielen. Man spricht hier von verschiedenen Eingangskanälen. Es gibt unterschiedliche Lerntypen, auf die die Lernmethoden Rücksicht nehmen sollten.
Methodik ist also eine Konzeption, Lehrinhalte so zu vermitteln, dass sie möglichst viele Eingangskanäle des Lerners ansprechen. Nur so lässt sich ein nachhaltiger Lerneffekt erzielen, der über eine kurzfristige Lernkontrolle hinaus haften bleibt (vgl. Mehrdimensionales Lernen).
Die Reflexion über Methodik und der Einsatz möglichst vielfältiger Unterrichtsmethoden (methodische Varianz) sind deshalb wichtige Anforderungen in der Lehrerausbildung zur Unterrichtsvorbereitung.
Nach Wolfgang Klafki sollten nach der Bestimmung der Bildungsziele und Inhalte folgende methodische Planungsschritte vorgenommen werden:
1. Sicherung der organisatorischen Voraussetzungen des Unterrichts
2. Gliederung/Stufung des Unterrichts in zeitliche Abschnitte oder Unterrichtsphasen, z. B. Unterrichtseinstieg, Erarbeitung, Sicherung, auch Artikulationsformen genannt
3. Wahl der Unterrichts-, Arbeits-, Spiel-, Übungs- oder Wiederholungsformen
4. Einsatz von Lehr- und Arbeitsmitteln, Unterrichtsmedien

Die Reflexion über Unterrichtsmethoden führt zu
- allgemeinen Unterrichtsprinzipien (Prinzip der Anschaulichkeit, der Schülerorientierung usw.)
- Handlungsempfehlungen und Unterrichtstechniken (z. B. vom Bekannten zum Unbekannten, jede Viertelstunde ein Methodenwechsel)
- theoriegeleiteten und praktisch erprobten Konzepten (Methoden im engeren Sinne)

Vom engeren Begriff Unterrichtsmethode wird die Lehrmethode für ein Konzept größerer Tragweite in der Literatur getrennt.

## Unterrichtsmethoden/Organisationsformen
Die eindeutige Einteilung der Unterrichtsmethoden macht Schwierigkeiten. So lassen sich gebundene (Lehrervortrag) und offene Methoden (z. B. Entdeckendes Lernen) abgrenzen.
Wieder andere Einteilungen von Methoden ergeben sich, wenn auch die äußere Organisation des Lernens betrachtet wird:
- Schulische (Klassen-, Fachraum, Schulgarten) und außerschulische Lernorte wie Museum, Gedenkstätte, Exkursion.
- Innere und äußere Differenzierung.
- Schulische Integration und Inklusion von Schülern mit Lernschwierigkeiten.

## Unterrichtsmethoden

### Projektarbeit
Projektunterricht oder die Vorform des Projektorientierten Unterrichts sind methodisch anspruchsvolle Formen des Lehrens und Lernens mit komplexen Strukturen. Diese ergeben sich schon aus der fächerübergreifenden Arbeitsweise. Ein Projekt wird in einem bestimmten Zeitraum durchgeführt, wobei Start- und Endtermin festgelegt sind. Projekte befassen sich mit Themen oder Aktivitäten, die hohe methodische und organisatorische Anforderungen stellen. Zur Durchführung eines Projektes bedarf es einer strukturierten Organisation, die auf das Erreichen des Projektziels abgestimmt ist. Die Durchführung des Projekts erfolgt durch eine Projektgruppe, in der zu Beginn der Projektarbeit eine Projektleitung festgelegt wird, die den Weg zu den Teilzielen und die Aufteilung der Aufgaben moderiert.

### Lernen durch Lehren (LdL)
Lernen durch Lehren ist eine Unterrichtsmethode (als Ganzes von Theorie und praktischer Umsetzunganweisungen), in der Schüler oder Studenten den Unterricht selbst – mit Hilfe des Lehrers – vorbereiten und durchführen. Mit dem Abhalten von Referaten oder mit Präsentationen darf diese Methode nicht verwechselt werden, denn bei Lernen durch Lehren müssen die Schüler die Klasse voll einbeziehen (Einbauen von Partnerarbeit und schüleraktivierenden Techniken). Auch mit dem Helfersystem (peer-teaching, Tutoring) darf die Methode nicht gleichgesetzt werden, denn während beim Helfersystem die Verantwortung ganz auf die Schüler delegiert wird, wird bei Lernen durch Lehren der Lehrprozess vom Lehrer intensiv überwacht und unterstützt. Die Übernahme der Lehreraufgaben durch Schüler kann einzelne Unterrichtssequenzen betreffen oder auch längere Einheiten. Bei einigen Lehrern übernehmen die Lernenden sogar den gesamten Unterricht von der ersten Stunde bis zum Ende des Schuljahres.

### Mehrdimensionales Lernen
Das Mehrdimensionale Lernen kennzeichnet eine Methode des Unterrichtens, bei der einerseits mehrere Lerndimensionen des Schülers aktiviert und andererseits mehrere Lernwege zielorientiert miteinander verknüpft werden. So kommen beispielsweise kognitive, sensorische, motorische, manuelle u. a. Begabungen bei der Bearbeitung desselben Lernstoffs nebeneinander und miteinander zum Einsatz und ermöglichen jedem Schüler individuelle Ansatzpunkte für sein Lernen. Die Lehr- und Lernweise ist eine Weiterentwicklung des „ganzheitlichen Lernens“, welche die Interdependenzen der menschlichen Veranlagungen nutzt. Es handelt sich um eine anspruchsvolle methodische Vorgehensweise, die vor allem bei komplexen und komplizierten Lernzielen und Lernvorhaben zum Einsatz kommt, etwa im Projektorientierten Unterricht oder beim Projektunterricht. Aber auch bei einfacher strukturierten Lernzielen wird durch das Mehrdimensionale Lernen eine größere Schülernähe und Lerneffizienz angestrebt, indem es die spezifischen Lernvoraussetzungen und Lernweisen des einzelnen Schülers stärker berücksichtigt und in die Lernprozesse einbezieht. Das Lernziel kann so auf verschiedenen Lernwegen erreicht werden. Die unterschiedlichen Lernverfahren ermöglichen zudem ein abwechslungsreicheres und nachhaltigeres Verarbeiten des Lernstoffs. Erfolg mit der Methode setzt allerdings bei der Lehrkraft eine fundierte didaktische Ausbildung voraus.

### Programmiertes Lernen
Unter Programmiertem Lernen versteht man eine Methode des Lernens, die auf eine möglichst selbstständige Aneignung des Lernstoffs durch den einzelnen Schüler ausgerichtet ist. Sie geht auf die Vorarbeiten des Lernpsychologen B. F. Skinner zurück. Dazu werden Aufgabenstellungen vorgegeben, die in kleinen Schritten und individuellem Lerntempo zu absolvieren sind. Eine Erfolgskontrolle nach jedem Lernschritt gibt den Weg zur nächsten Aufgabe frei. Während in den 1960er- und 1970er-Jahren die Programme noch wesentlich durch papierene Bildtafeln, Bilderreihen und Fragen durch das Programm führten, bestimmten mit dem Aufkommen des Computerzeitalters E-Learning-Programme zunehmend diese Lernform. Lernprogramme kommen sowohl in Theoriefächern wie dem Mathematik- oder Sprachunterricht als auch in Bewegungsfächern wie dem Sportunterricht zum Einsatz. Die Verkehrserziehung arbeitet etwa mit dem sogenannten Karlsruher 12-Schritte-Programm, mit dem sich Kinder unter Betreuung von Erwachsenen als Zeichen der Schulreife den ersten Alleingang als selbstständige Fußgänger im Straßenverkehr erschließen.

## Sozialformen
Unterricht lässt sich auch einteilen nach den praktizierten Sozialformen, d. h. der Art der Interaktion zwischen den Beteiligten. Möglich sind die Einzelarbeit, die Partnerarbeit, die Gruppenarbeit und das Unterrichtsgespräch mit allen Schülern. Besondere Formen sind:

### Frontalunterricht
Im Frontalunterricht (auch direkte Instruktion) dominiert der Lehrer. Der Lehrstoff wird kursorisch als Lehrervortrag und als gelenktes Lehr-Gespräch veranschaulicht und vermittelt. In der frontalen Lernsituation wird unterstellt, dass alle zur gleichen Zeit und auf gleichem Wege die gleichen Inhalte lernen. Der Lernprozess (einschließlich der Arbeitsmittel) wird vom Lehrer zentral gesteuert; sie legen die Ziele fest, gliedern den Ablauf, stellen die Aufgaben und sichern das Ergebnis; alle Aufmerksamkeit ist auf sie gerichtet.

### Stuhl-/Sitzkreis
Zentrales Anliegen des Stuhlkreises ist es, den Schülern die Möglichkeit zur Mitbestimmung zu geben. Sie sollen gesellschaftliche Vorgaben erkennen und verstehen lernen und haben im Sitzkreis die Möglichkeit zur Diskussion. Dabei hat er eine zweifache Funktion:
- Unterrichtseinheiten werden im Stuhlkreis besprochen,
- Regeln für einen friedlichen Umgang werden festgelegt.

#### Verfahren und Geschichte
Die Kinder wählen im Stuhlkreis einen Gruppenverantwortlichen, der darauf achten soll, dass arbeitsförderndes Verhalten gestärkt und arbeitshinderndes Verhalten ausgeschaltet wird. Der Lehrer steht hier als „letzte Instanz“ zur Wahl, denn die Kinder sollen versuchen, ihre Probleme selbst zu regeln, bevor sie auf seine Hilfe zurückgreifen. Wichtig ist es, dass jedes Gruppenmitglied einmal im Schuljahr die Position des Gruppenverantwortlichen durchläuft, um mit den Aufgaben und möglichen Problemsituationen konfrontiert zu werden. Der Sitzkreis gilt als wichtige Organisationsform. Ein Vorteil bei dieser Unterrichtsmethode besteht darin, dass jedes Kind die Möglichkeit zur Stellungnahme hat. Alle Kinder sind gleichberechtigt und können sich gegenseitig ansehen, wenn sie sprechen. Ein Problem ist, dass die Kinder leichter untereinander interagieren können und somit schnell vom Thema abgelenkt werden können.
Der Lehrer sollte darauf achten, dass das Umstellen der Tische und Stühle zügig und vorsichtig vonstattengeht. Seine Aufgabe ist es, einen Kreis ohne toten Winkel aufbauen zu lassen. Er muss sicherstellen, dass ein Moderator festgelegt wurde und dass die Ergebnisse anschließend gesichert werden.
Die Methode hat historisch verschiedene Wurzeln. Der Stuhlkreis ist außerdem ein Element der Freinet-Pädagogik.

#### Themen und Aufgaben
In der 1. Klasse dient der Sitzkreis als Methode, den Kindern Raum für Persönliches zu geben. Sie sollen die Chance haben, Erlebnisse aus dem Wochenende oder Probleme vor der Klasse vorzutragen. Im Sitzkreis werden außerdem Arbeiten reflektiert (Stärken, Schwächen, Verbesserungsvorschläge), um die Persönlichkeit der Kinder zu stärken. Die Kinder präsentieren nicht nur ihre Arbeiten im Stuhlkreis, sondern lernen gleichzeitig das Sprechen vor einer Gruppe, das Visualisieren von Inhalten, das Zusammenfassen und sie erproben sich in Feedback Techniken. Nicht zu vergessen, dass der Sitzkreis zur Regelung von Organisatorischem dient.

#### Soziales Lernen
Im Sitzkreis lernen die Kinder einen sozialen Umgang miteinander. Damit das soziale Zusammenleben funktionieren kann, bedarf es einiger Regelungen und Vereinbarungen, die gut im Stuhlkreis ausgehandelt werden können.
Der Stuhlkreis ist „die“ Sitzform im Rahmen der Themenzentrierten Interaktion und die häufigste Sitzform der angewandten sozialen Gruppenarbeit.
Der Vorteil eines Stuhlkreises liegt u. a. darin, dass alle Beteiligten – und damit die Gruppenleitung als auch die Gruppenmitglieder alle Beteiligten zu jedem Zeitpunkt sehen, wahrnehmen und miteinander kommunizieren können. So fällt es für alle Beteiligten leichter, wahrzunehmen, ob jemand ausgeredet hat, etwas sagen möchte, durch Äußerungen verletzt wurde oder gegen getroffene Vereinbarungen verstoßen wurde. „Zentrum“ des Sitzkreises ist nicht das Individuum, sondern das Thema selbst (Siehe Themenzentrierte Interaktion). Dabei ist die Vorgehensweise in der Regel basisdemokratisch und ermöglicht eine vertiefte Auseinandersetzung der gesamten Gruppe mit dem Thema unter Einbeziehung der vielfältigen Kompetenzen aller einzelnen Gruppenmitglieder. Die in einem solchen Rahmen erarbeiteten Ergebnisse sind in der Regel deutlich weiter gefasst und vertiefender, als dies mit Einzel- oder Stillarbeit möglich wäre. Der Lernumfang des Einzelnen wird auf diese Weise durch den Erfahrungs- und Wissensschatz der anderen Gruppenmitglieder in kurzer Zeit ökonomisch erweitert und reflektiert.
Die Schüler haben zudem im Stuhlkreis die Möglichkeit, ihr eigenes Handeln zu reflektieren und ein Stück weit zu kontrollieren. Entstehen Konfliktmomente, werden gemeinsam Alternativen gefunden, die dann auch protokolliert werden können. Die Teilnehmenden erlernen Kommunikationsfähigkeiten, Kompromissbereitschaft und üben tolerantes Verhalten ein.

### Freie Stillarbeit
Die freie Stillarbeit ist eine Form des schulischen Arbeitens, die die Individualität der Schüler zu Tage kommen lässt. Durch eine geeignete Umgebung und Selbstbildungsmaterialien aus allen Lebensbereichen erarbeiten sich die Lernenden eigenständig Bildungsinhalte. Dabei wird ihnen die freie Wahl des Arbeitsthemas, des Partners, des Arbeitsplatzes und die Form des Ergebnisses zugetraut. Das Miteinander in der Arbeitsform übt soziales Verhalten ein, eigenes Tun dient der Aktivierung des Denkens und der Persönlichkeitsbildung. Das Zugestehen, selber etwas zu erarbeiten und Dinge frei zu entscheiden bzw. gestalten zu dürfen, stärkt die Schüler in ihrer Persönlichkeit. Eigenverantwortliches Arbeiten und Handeln äußert sich außerdem in der Wahl der Arbeitsweise sowie der freien Zeiteinteilung. Der Drang nach Erkenntnis wird durch diese Methode sehr gefördert.

## Schülerwettbewerb
Schülerwettbewerbe sind Ausschreibungen von Firmen, Stiftungen, Behörden und Organisationen, mit dem Zweck der Teilnahme von Schülern, nach bestimmten Kriterien daran, um dann später, den von einer Jury als beste Einreichung bestimmten Beitrag, mit einem vorher bestimmten Preis als Sieger zu prämieren. Bei der Bearbeitung wird soziales und kooperatives Lernen realisiert. Der Lehrer hat ein umfassendes „Wettbewerbsmanagement“ zu leisten. Insbesondere auch dann, wenn ein außerschulischer Sponsor bei der Durchführung des „Wettbewerbs im Unterricht“ beteiligt ist.

## Unterrichtsmethoden/Arbeitsformen
Nach dem Inhalt oder der Art der Handlungen in den verschiedenen Sozialformen lassen sich mit Hilbert Meyer darüber hinaus im Unterricht Handlungsmuster, Arbeitsformen oder Arbeitstechniken unterscheiden. Dazu gehören die schulischen Alltagshandlungen wie Übungen, Wiederholungen, Veranschaulichung usw. die nicht bestimmten Sozialformen zuzurechnen sind.
Es gibt verschiedene Arbeitsformen des Lernens:
1. Einzelarbeit
2. Programmierter Unterricht
3. Klassenarbeit
4. Hausarbeit
5. Partnerunterricht
6. Kleingruppenunterricht
7. Großgruppenunterricht
8. Simulative Verfahren sowie Lern-, Kunst- und Sportspiele, Rollenspiele
9. Lehrerdarbietung
10. Schülerdarbietung
11. Experiment
12. Fragend-entwickelndes Lehrgespräch
13. Freies Unterrichtsgespräch
14. Diskussion
15. Rundgespräch
16. Debatte
17. Team Teaching
18. Schülerwettbewerb

Eine Klassifizierung der Unterrichtsmethoden lässt sich hier anhand ihrer interaktiven Poligkeit vornehmen. Daran beteiligt sind Lehrkraft, Schüler, Mitschüler, Gegenstand, Sponsor und Medium. Bei Methoden der zweipoligen Interaktion interagiert der Schüler mit einem Sachverhalt oder (Lern)gegenstand. Hierzu zählen die Punkte 1–4. Bei Methoden der dreipoligen Interaktion kommunizieren Schüler Gegenstand und Mitschüler miteinander. Hierzu zählen die Punkte 5–8. Die Methoden der vierpoligen Interaktion bedeuten eine Interaktion von Schüler, Lehrer, Klasse und Gegenstand. Sie umfasst die Punkte 9–16. Die vorletzte Methode ist die einzige fünfpolige Unterrichtsmethode, bei der mehrere Lehrer- und Schülerteams den Unterricht vorbereiten und dabei alle anderen oben aufgeführten Lehrmethoden in den Prozess einfließen können. Bei Methode 18 handelt es sich um eine ganzheitlich-integrierende Methode, da sie handlungsorientiert Teile der Mikro-, Meso- und Makromethodik gleichermaßen verwenden und kombinieren kann. Eine Sechspoligkeit der Interaktion entsteht durch die Gewinnung und das Mitwirken eines Sponsoren für die und bei der Durchführung des Schülerwettbewerbs.

## Medieneinsatz in der Schule
Der Medieneinsatz bietet ein großes Potenzial an Vielfalt. Das wichtigste Medium in der Schule ist nach wie vor die Schultafel und das Tafelbild. Als beliebte Medien gelten elektronische computerbasierte Medien, Schulfilme sowie Schulbücher, die oft als heimlicher Lehrplan fungieren. Medien können individuell genutzt werden, es kann aber auch zum Austausch mit anderen kommen, also der Begegnung der gemeinsamen Arbeit. Damit befasst sich die Medienpädagogik.

### Medien im Unterricht
Medien vermitteln nur ein Abbild der Wirklichkeit, können aber auch das darstellen, was die unmittelbare Erfahrung nicht mehr erfasst. Dadurch wird die Unterrichtsqualität verbessert und Lernprozesse werden unterstützt. Zudem steigert der Einsatz von Medien die Motivation der Schüler.

### Rechtliche Rahmenbedingungen
Es sind unter anderem folgende Rechtsgebiete beim Einsatz von Medien in der Schule zu beachten:
- Gesetz über Urheberrecht: geistiges Eigentum Dritter darf nicht verletzt werden.
- Datenschutzrecht: Daten z. B. von Eltern und Schülern dürfen nur im Rahmen des Erlaubten verarbeitet werden.
- Staatsvertrag über Mediendienste.
- Gesetz zur Regelung der Rahmenbedingungen für Informations- und Kommunikationsdienste.

### Integrative Medienerziehung
Die integrative Medienerziehung hat das Ziel, die Medienkompetenz der Lernenden zu fördern, d. h. den Umgang mit Medien so zu festigen, dass ein selbstständiges Arbeiten mit Medien möglich wird. Der integrative Ansatz umfasst alle Medien.